# Nicol Lenertová
Nicol Lenertová (* 26. listopadu 1974 Liberec) je česká moderátorka a zpěvačka.

## Život
V roce 1994 se stala Miss Severní Čechy a postoupila do finále Miss České republiky. V letech 1994–1997 se věnovala modelingu. V roce 1997 se stala moderátorkou Sportovních novin na TV Nova. V letech 1999–2002 moderovala Televizní noviny s Karlem Voříškem. V roce 2002 odešla z TV Nova studovat do USA a Kanady. Snažila se také vybudovat pěveckou kariéru s formací NewTrio, které v roce 2005 vyšlo CD To se oslaví. Skupina byla v roce 2007 nominována v kategorii Objev roku na Českého slavíka. Také moderuje společenské akce.
S manažerem Jaroslavem Kalátem má dva syny Jaroslava a Dominika.

## Diskografie
- To se oslaví (s uskupením NewTrio)